# Samarcanda (programma televisivo)
Samarcanda è stato un talk show di Rai 3, andato in onda dal 1987 al 1992.
È stato trasmesso nella prima stagione il sabato in seconda serata e nella seconda il mercoledì in prima serata, per poi collocarsi stabilmente dal 10 novembre 1988 il giovedì in prima serata; ne erano autori i giornalisti del TG3 Giovanni Mantovani e Michele Santoro, il quale conduceva da studio. In seguito gli autori furono Santoro assieme a Simonetta Martone.

## Storia
Il progetto nacque con l'intenzione di realizzare un talk show in diretta sulle questioni di attualità e di cronaca, realizzato in collaborazione con la testata giornalistica del TG3. Il sottotitolo della seconda edizione dichiarò che la trasmissione era il «luogo degli incontri» dell'attualità politica e di quella culturale. Lo studio centrale del programma si collegava frequentemente con l'esterno, dando voce ai cittadini comuni. Il programma si avvalse di editorialisti esterni come Dario Fo, la teologa Adriana Zarri, il poeta Edoardo Sanguineti, e lo scrittore e attore Peppe Lanzetta. Sin dalla seconda edizione venne prevista la presenza in studio di giornalisti della carta stampata col ruolo di intervistare un ospite politico con domande «impertinenti».
La trasmissione si trovò ad affrontare i temi caldi di una stagione politica tumultuosa (dal crollo del Muro di Berlino alle vicende di Tangentopoli fino alle stragi mafiose del 1992), e divenne quindi portavoce degli umori e alle denunce della "piazza". Parteciparono alla conduzione Maurizio Mannoni e Mariolina Sattanino; in redazione, tra gli altri, Riccardo Iacona, Maria Grazia Mazzola e Sandro Ruotolo. Per la fotografia Michele Santoro si avvalse della collaborazione del fotografo Augusto De Luca.
Gli ascolti della serie furono in costante crescita, dai circa ottocentomila del 1987 fino a toccare una media di più di quattro milioni e mezzo a puntata dell'ultima stagione del programma. Il 26 settembre 1991 Samarcanda trasmise a reti unificate con il Maurizio Costanzo Show su Canale 5 una serata speciale dedicata a Libero Grassi, che andò in onda dal Teatro Biondo di Palermo e totalizzò quasi dieci milioni di telespettatori, causando feroci polemiche; durante questa puntata, in cui erano ospiti in studio da Costanzo Giovanni Falcone, Rita dalla Chiesa, Francesco Di Maggio e Alfredo Galasso, Michele Santoro diede la parola ad un allora giovanissimo e sconosciuto Totò Cuffaro.

## Ascolti
Il 7 giugno 2011 Michele Santoro ha pubblicato nel sito internet di Annozero lo storico degli ascolti delle sue trasmissioni andate in onda su Rai 3 e su Rai 2.
| Anno      | Share Programma | Ascolti Programma | Share del day-time di RaiTre |
| --------- | --------------- | ----------------- | ---------------------------- |
| 1988/1989 | 5,82%           | 1.400.000         | 6,32%                        |
| 1989/1990 | 10,30%          | 2.300.000         | 8,63%                        |
| 1990/1991 | 16,75%          | 3.800.000         | 9,26%                        |
| 1991/1992 | 19,85%          | 4.700.000         | 8,73%                        |

## Riconoscimenti
- 1992 – Gran Premio Internazionale dello Spettacolo
  - Telegatto alla miglior trasmissione di informazione e cultura